# البوزيماني رينبو
البوزيماني رينبو (بالإنجليزية: Bosemani Rainbow)‏ ، (الأسم العلمي melanotaenia bosemani) هي سمكة موطنها غينيا الجديدة، تتغذى على الخضروات والغذاء الحى. درجه الحرارة الملائمة من 27-30 مؤوية، ودرجة الحموضة 7-8، كما يبلغ متوسط عمر السمكة أربع سنوات.
الذكور ازهى ألوانا بكثير من الإناث ويجب تغذيتهم جيدا قبل التفريخ باسبوعين اغذية منوعه لإعدادهم للتفريخ ويجب فصل الذكور عن الإناث لمدة اسبوعين للحصول على أفضل نتائج من حيث سرعه التفريخ والعدد.